# Knej
Knej je naselje v Občini Velike Lašče.